# Lithacodia musta
Lithacodia musta är en fjärilsart som beskrevs av Augustus Radcliffe Grote och Robinson 1868. Lithacodia musta ingår i släktet Lithacodia och familjen nattflyn. Inga underarter finns listade i Catalogue of Life.

## Bildgalleri

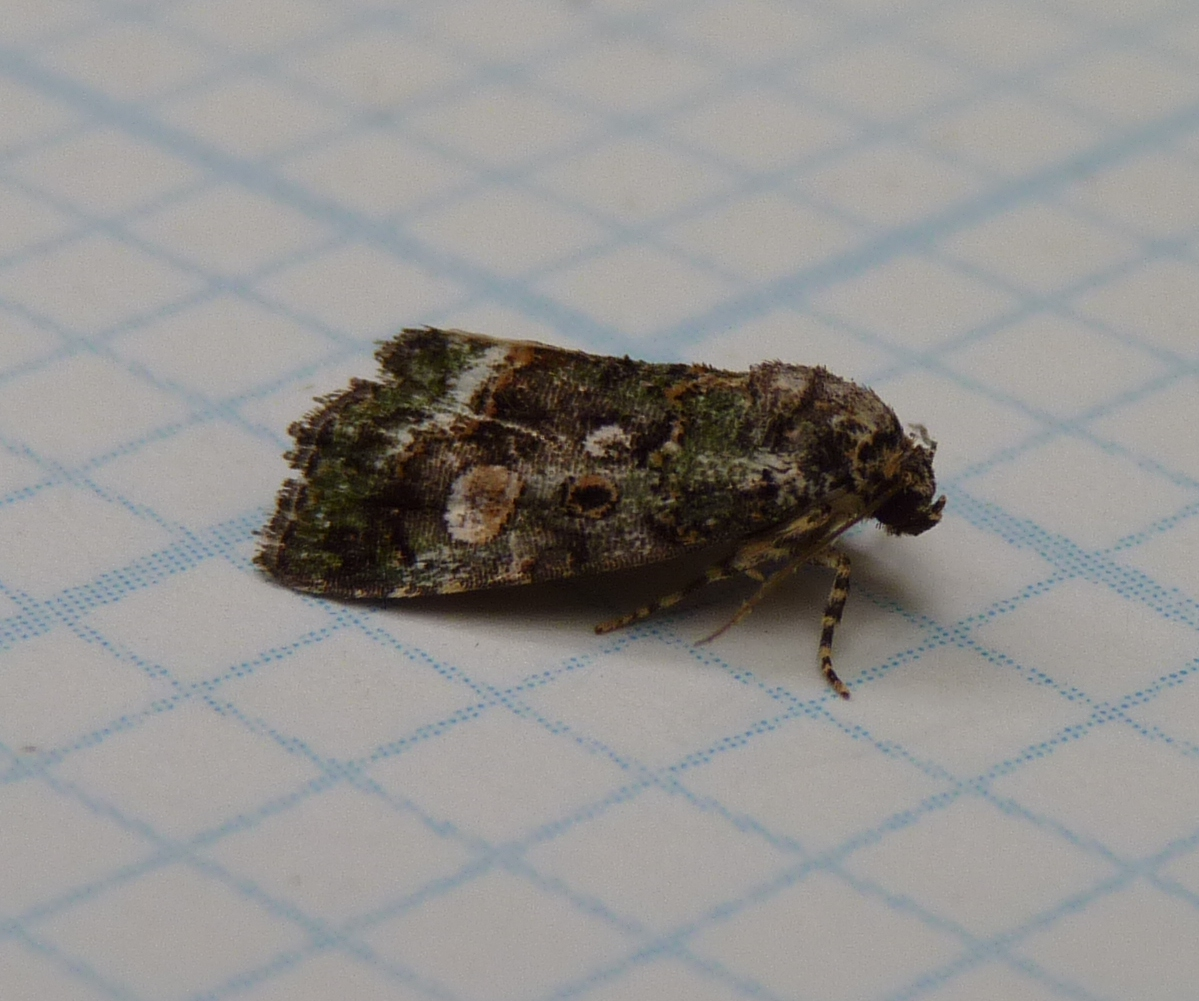